# Mariantonias

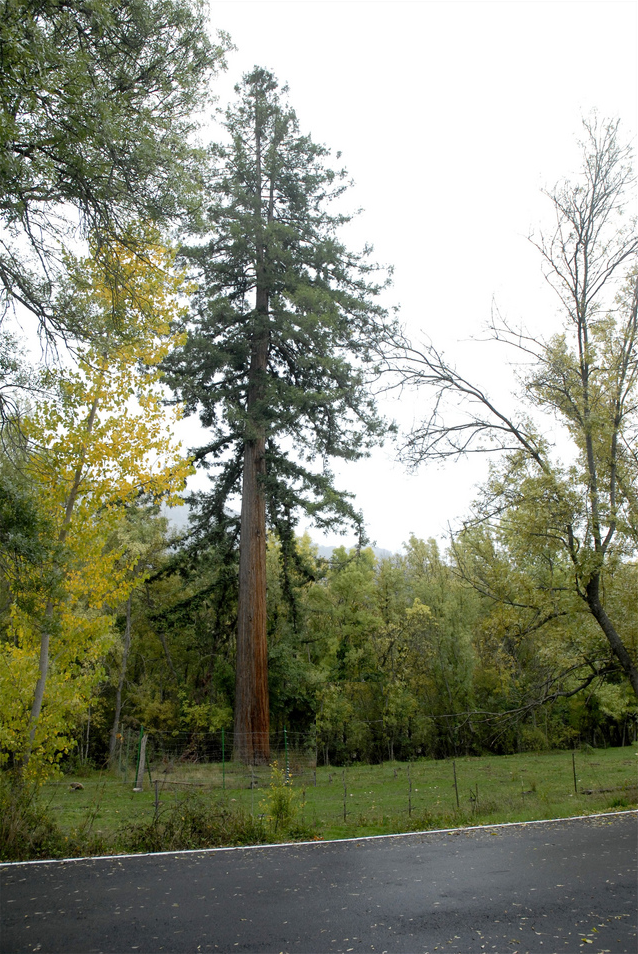
Mariantonias

Mariantonia es el nombre que reciben las secuoyas que existen en la Sierra de la Sagra, en el norte de la provincia de Granada, próximo a las provincias de Albacete y Jaén, España, más concretamente en el paraje conocido como La Losa, término municipal de Huéscar, a 23 kilómetros del casco urbano de esta localidad.
Este apelativo (mariantonia) viene dado por el nombre científico de estos gigantescos árboles (Wellingtonia). Hay dos grupos separados unos 200 m de ocho o nueve ejemplares cada uno y un árbol sólo entre los dos grupos. Actualmente cuentan con unos 150 años de antigüedad y miden unos 45 o 50 m de altura. Todos las secuoyas están valladas pero se pueden ver a escasos 30 m de distancia desde la carretera.
Para poder ver las secuoyas se debe tomar la carretera A-326 que va desde Huéscar a Castril y a unos 3 km desviarse a la derecha por la carretera A-4301 con dirección a La Losa y Santiago de la Espada (como indica un cartel en el mismo desvío), a unos 20 km junto a la peña de La Sagra, se ve el primer grupo a la derecha de la carretera, luego un ejemplar aislado y a la izquierda ya dentro del terreno se ve el otro grupo que es el que mejor cuidado está.
- Datos: Q5998063